# Павленко Георгій Євстафійович
Георгій Євстафійович Павленко (13 (25) березня 1898, Леб'яже — 4 березня 1970, Київ) — український радянський вчений у галузі гідромеханіки і теорії корабля, з 1961 року академік АН УРСР.

## Біографія
Народився 13 (25 березня) 1898 року в селі Леб'яжому (тепер Чугуївського району Харківської області).
В 1924 році закінчив Ленінградський політехнічний інститут, в 1928—1944 роках викладав у Ленінградському кораблебудівельному інституті, в 1944—1958 роках в Одеському інституті інженерів морського флоту. Член КПРС з 1942 року.
В роки радянсько-німецької війни був головою Ради наукової допомоги обороні Ленінграда. В 1958—1962 роках — завідувач відділом Інститут гідрології і гідротехніки (тепер Інститут гідромеханіки) АН УРСР. Одночасно працював на суднобудівних заводах і в конструкторських бюро.

Могила Георгія Павленка

Помер 4 березня 1970 року. Похований в Києві на Байковому кладовищі.

## Наукова робота
Основні дослідження — з питань геометрії, статики і опору води рухові корабля, суднових рушіїв, безпеки плавання, автоматизації судноводіння.